# Полидевк (спътник)
Вижте пояснителната страница за други значения на Полидевк.
Полидевк е естествен спътник на Сатурн. Известен е още под името Сатурн 34. Спътникът е открит през 2004 г. на снимки заснети от апарата Касини-Хюйгенс. При откриването му е дадено предварителното означение 2004 S 5. През 2005 г. на спътника е дадено името на фигурата от древногръцката митология Полидевк.
Спътникът е коорбитален с Диона и Елена, като е разположен на задната (L5) точка на Лагранж. Елена се намира на задната точка (L5) на Лагранж. За Полидевк е характерно голямото му максимално отклонение спрямо задната точка на Лагранж, което достига до 32 градуса и е най-голямото известно за обект в Сатурновата система.